# Associazione Calcio Siena 1961-1962
Questa voce raccoglie le informazioni riguardanti l'Associazione Calcio Siena nelle competizioni ufficiali della stagione 1961-1962.

## Rosa
| N. |                   | Ruolo | Calciatore          |
| -- | ----------------- | ----- | ------------------- |
|    | Italia (bandiera) | P     | Giampiero Bandini   |
|    | Italia (bandiera) | A     | Renato Bianchi      |
|    | Italia (bandiera) | A     | Giancarlo Bolognesi |
|    | Italia (bandiera) | D     | Giuseppe Bonfà      |
|    | Italia (bandiera) | C     | Carlo Cervetto      |
|    | Italia (bandiera) | A     | Brunello Cocciuti   |
|    | Italia (bandiera) | A     | Emanuele Feliciani  |
|    | Italia (bandiera) | P     | Alessandro Fiorini  |
|    | Italia (bandiera) |       | Frosini             |
|    | Italia (bandiera) | A     | Luigi Mainardi      |

| N. |                   | Ruolo | Calciatore         |
| -- | ----------------- | ----- | ------------------ |
|    | Italia (bandiera) | C     | Antonio Marcellini |
|    | Italia (bandiera) | D     | Antonio Monguzzi   |
|    | Italia (bandiera) | D     | Bruno Pastorino    |
|    | Italia (bandiera) | C     | Marzio Pierotti    |
|    | Italia (bandiera) | C     | Aldo Scaramucci    |
|    | Italia (bandiera) | C     | Alvaro Sellani     |
|    | Italia (bandiera) | C     | Mario Simoncini    |
|    | Italia (bandiera) | D     | Lauro Toneatto     |
|    | Italia (bandiera) | D     | Carlo Vanigli      |
|    | Italia (bandiera) | C     | Bruno Visentin     |